# Julian Bałaszewicz
Julian Aleksander Bałaszewicz (ur. 1831, zm. 1875) – prowokator i szpieg policji carskiej działający wśród emigracji polskiej przed i po powstaniu styczniowym.

## Życiorys
Urodził się na Wileńszczyźnie w rodzinie szlacheckiej. W 1860 wydał w Moskwie tomik poezji Niezabudki z brzegów Newy. Jako rzekomy hrabia Albert Potocki (prawdziwy Potocki, pułkownik armii carskiej, zmarł na cholerę na Kaukazie) spotykał się również z Bakuninem, Hercenem i Marksem. M.in. w 1864 r. był współzałożycielem wychodzącego w Brukseli pisma „Wytrwałość”. Profesor Rafał Gerber w 1973 r. wydał dwutomowe Raporty szpiega dotyczące działalności Bałaszewicza vel Potockiego.

## Raporty szpiega
Tom pierwszy Raportów szpiega obejmuje działalność Bałaszewicza z lat 1861–1863, drugi zaś obejmuje lata po powstaniu styczniowym (1865-1875). Jako źródło historyczne, raporty przedstawiają unikatowy, choć niejednokrotnie przesadzony, obraz polskiej emigracji w latach poprzedzających powstanie styczniowe oraz bezpośrednio po nim. Wśród setek przedstawionych informacji znajduje się wiele wymysłów i przesadzonych informacji, które miały na celu przedstawić autora w jak najlepszym świetle i zapewnić mu awans lub przynajmniej nagrodę pieniężną od jego rosyjskich pracodawców. Bałaszewicz koncentruje się na działalności emigracji polskiej w dwóch zachodnioeuropejskich centrach emigracyjnych, którymi były Paryż i Londyn.